# Rothmans International London 1971
Il Rothmans International London 1971 è stato un torneo di tennis giocato sul sintetico indoor. È stata la 2ª edizione del torneo, che fa parte del Pepsi-Cola Grand Prix 1971. Si è giocato a Londra in Gran Bretagna, nella Royal Albert Hall, dal 26 febbraio al 2 marzo 1971.

## Campioni

### Singolare
Rod Laver ha battuto in finale  Niki Pilic con il punteggio di 6–4 6–0 6–2

### Doppio
- Informazione non disponibile